# Светът на БМВ
Светът на BMW (на немски: BMW Welt) е изложбен център в град Мюнхен, Германия.
Предназначен е за показване на текущата продукция на автомобилната компания BMW, дистрибуция на нейните автомобили, провеждане на конференции и форуми.
Разположен е в Олимпийския парк, в непосредствена близост с централата на BMW и Музея на BMW.
Строителството започва през 2003 г., като по план сградата трябва да бъде завършена за Световното първенство по футбол през 2006 г., но това става едва година по-късно. Проектът е на архитектурното бюро Coop Himmelb(l)au.
За първите 12 месеца работа центърът е посетен от около 2 200 000 души.
„Светът на BMW“ работи в сътрудничество с другите местни подразделения на BMW: в частност, с музея на BMW и с Централата на BMW.